# ناحیه فریزر، میشیگان
ناحیه فریزر (به انگلیسی: Fraser Township) یک منطقهٔ مسکونی در ایالات متحده آمریکا است که در شهرستان بی، میشیگان واقع شده‌است.
 ناحیه فریزر ۱۰۲٫۰ کیلومتر مربع مساحت و ۳٬۱۹۲ نفر جمعیت دارد و ۱۸۶ متر بالاتر از سطح دریا واقع شده‌است.